# Blindentennis
Blindentennis ist eine Sportart aus dem Bereich des Behindertensports für blinde und sehbehinderte Sportler. Es ist eine Abwandlung des Tennisspiels.

## Geschichte
1984 begann der blinde japanische Schüler Miyoshi Takei (1968–2011), der in Kawagoe eine Blindenschule besuchte, eine Form des Tennis für Blinde zu entwickeln. 1990 wurde in Japan ein erstes Blindentennis-Turnier ausgerichtet. Takei selbst wurde in 21 Jahren 17-mal japanischer Meister in dieser Disziplin. Er kam 2011 ums Leben, als er auf einem Bahnhof der Yamanote-Linie in Tokio vom Bahnsteig fiel und von einem Zug überfahren wurde.
Ab 2005 verbreitete sich der Sport zunehmend global, und 2014 wurde die International Blind Tennis Association (IBTA) gegründet. Im September 2015 fand in Italien der zweite IBTA-Kongress statt, bei dem ein Exekutiv-Komitee gebildet wurde, das für die Organisation, Koordination und weitere Verbreitung des Sports zuständig ist. Ziel ist auch, dass Blindentennis in das Programm der Paralympischen Spiele aufgenommen wird. 2017 wurde das erste internationale Turnier ausgerichtet. 2019 wurde Blindentennis in mehr als 30 Ländern auf fünf Kontinenten gespielt.
In Deutschland wurde 2016 ein erster Workshop auf Initiative des Sportwissenschaftlers Niklas Höfken, Referent für Inklusion und Parasport im Deutschen Tennis Bund (DTB), angeboten, in Kooperation mit dem Deutschen Blinden- und Sehbehindertenverband (DBSV) und mit Unterstützung der Gold-Kraemer-Stiftung. Bei diesem Workshop waren zwei Blindentennisspielerinnen aus England zu Gast, um ihre Erfahrungen weiterzugeben. Er findet seitdem jährlich statt. Seit Anfang 2018 ist Blindentennis offizielle Disziplin im Deutschen Tennis Bund. Im selben Jahr wurden die ersten deutschen Meisterschaften in Löhne ausgetragen. Mittlerweile gibt es eine deutsche Rangliste, über die sich Spieler für internationale Turniere qualifizieren können. Im April 2019 gab es bundesweit acht Standorte für Blindentennis, darunter in Löhne, Hamburg, Rostock, Berlin, Köln und Frankfurt am Main.

## Regeln und Material
Beim Blindentennis können blinde, sehbehinderte und sehende Spieler gegeneinander antreten. Der Platz ist verkürzt, die Markierungen sind haptisch spürbar abgeklebt. Gespielt wird mit verkürzten Schlägern und Softbällen. Im Inneren der Schaumstoffbälle befindet sich wiederum ein ausgehöhlter Golfball, der mit rasselnden Metallstiften gefüllt ist; dieser Ball wurde von Takei in vielen Versuchen entwickelt. Bei blinden Spielern darf der Ball dreimal im eigenen Feld aufspringen, ehe er returniert werden muss, bei hochgradig Sehbehinderten zweimal und bei sehbehinderten und sehenden Spielern muss er wie beim regulären Tennis nach der ersten Bodenberührung wieder über das Netz geschlagen werden. Vor Beginn der Aufschlagbewegung muss der Aufschläger „Bereit?“ (bzw. „ready?“) rufen und auf die Antwort des Rückschlägers mit „Ja“ (bzw. „yes“) warten. Der Aufschläger hat dann 5 Sekunden Zeit, den Ball aufzuschlagen. Während dieser Zeit darf er seine Position auf dem Feld nicht ändern. Der Aufschläger muss unmittelbar vor dem Schlagen des Balls „spiel“ (bzw. „play“) rufen.
Bei Meisterschaften werden die Sportler klassifiziert. Die Spieler der Klasse B1 sind vollblind und spielen mit einer Dunkelbrille. Zwischen den Klassen B2 und B4 gibt es eine Spannbreite zwischen zwei und zehn Prozent Restsehstärke. Alle Spieler werden vor Antritt bei einer Meisterschaft augenärztlich klassifiziert und einer Startklasse zugeteilt.
Die Größe des Spielfelds der Klasse B1 beträgt 12,8 m × 6,1 m. Das Aufschlagfeld ist 1,8 m von der Grundlinie und 4,6 m vom Netz entfernt. Die Netzhöhe beträgt 0,83 m. Die Schlägergröße beträgt maximal 23 inches (58,42 cm). Im Doppel beträgt die Größe 12,8 m × 8,23 m. Die sonstigen Maße sind identisch.
Die Größe des Spielfelds der Klassen B2, B3 und B4 beträgt 18,28 m × 8,23 m. Das Aufschlagfeld ist 2,74 m von der Grundlinie und 6,4 m vom Netz entfernt. Die Netzhöhe beträgt 0,90 m. Im Doppel beträgt die Größe 18,28 m × 10,97 m. Die T-Linie ist dieselbe wie auf dem normalen Spielfeld. Die Netzhöhe beträgt 0,90 m. Die Schlägergröße in den Klassen B2 und B3 beträgt maximal 25 inches (63,5 cm), in der Klasse B4 maximal 27 inches (68,58 cm).

Tennisplatzgrößen Blindentennis
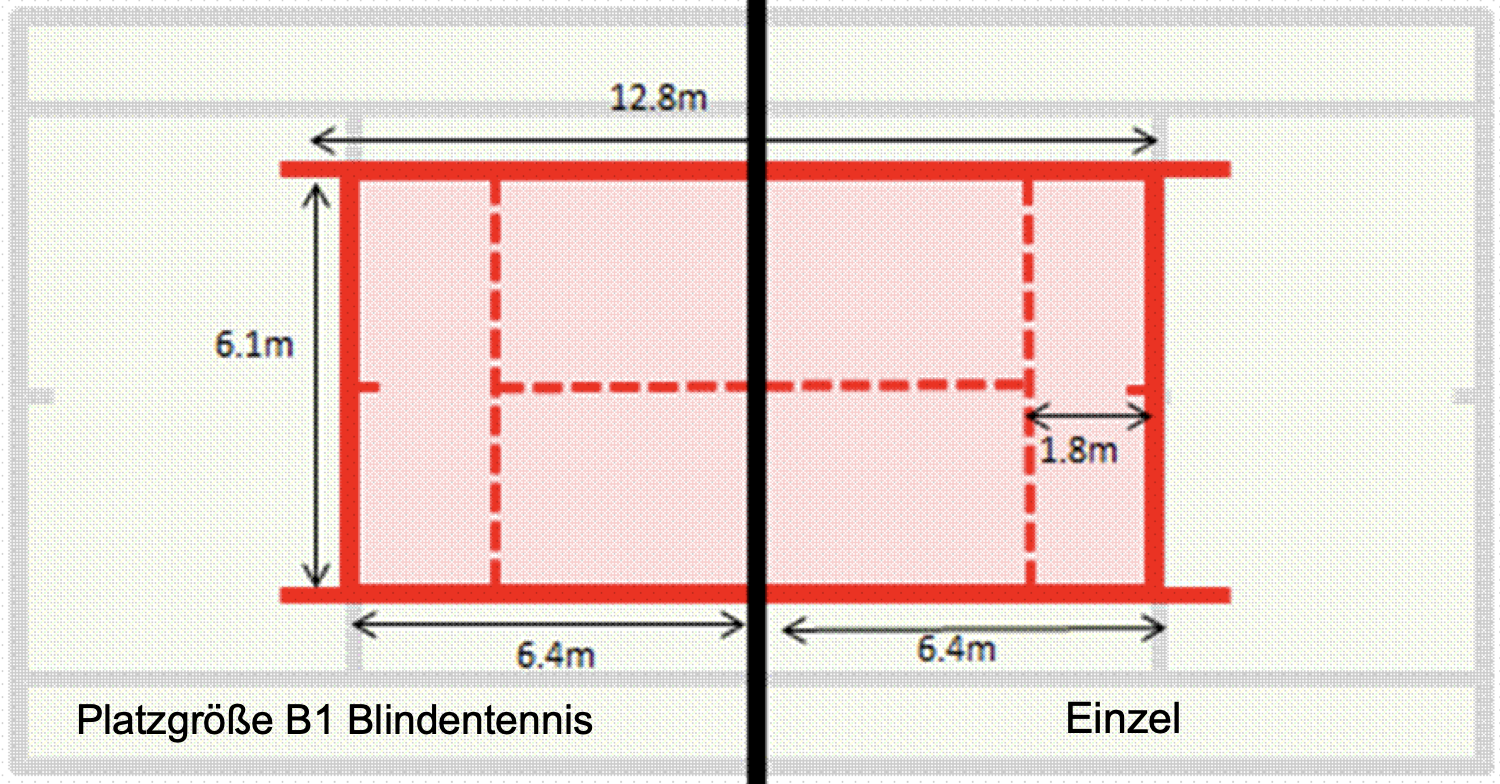
Tennisplatzgröße B1 Einzel
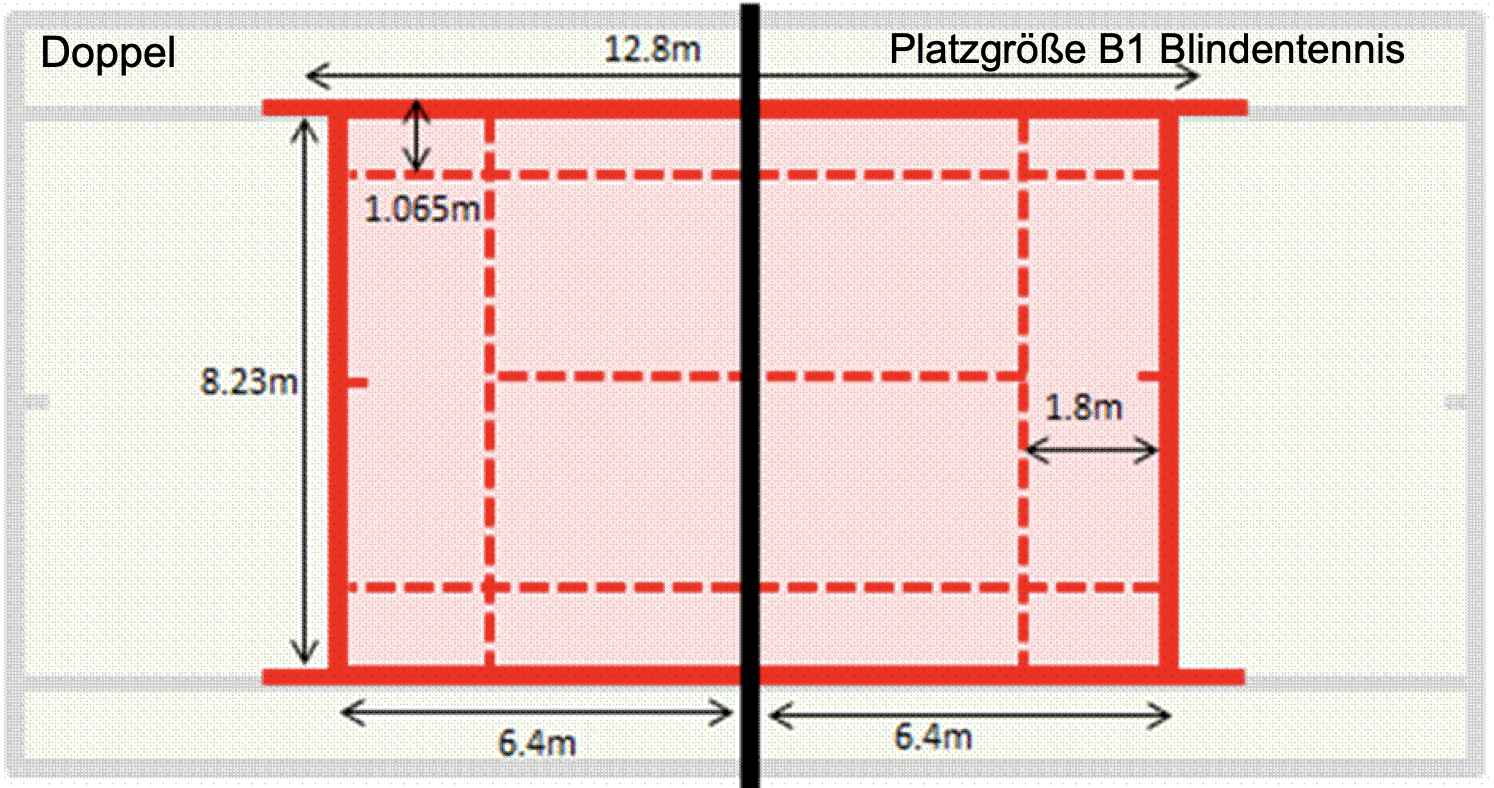
Tennisplatzgröße B1 Doppel
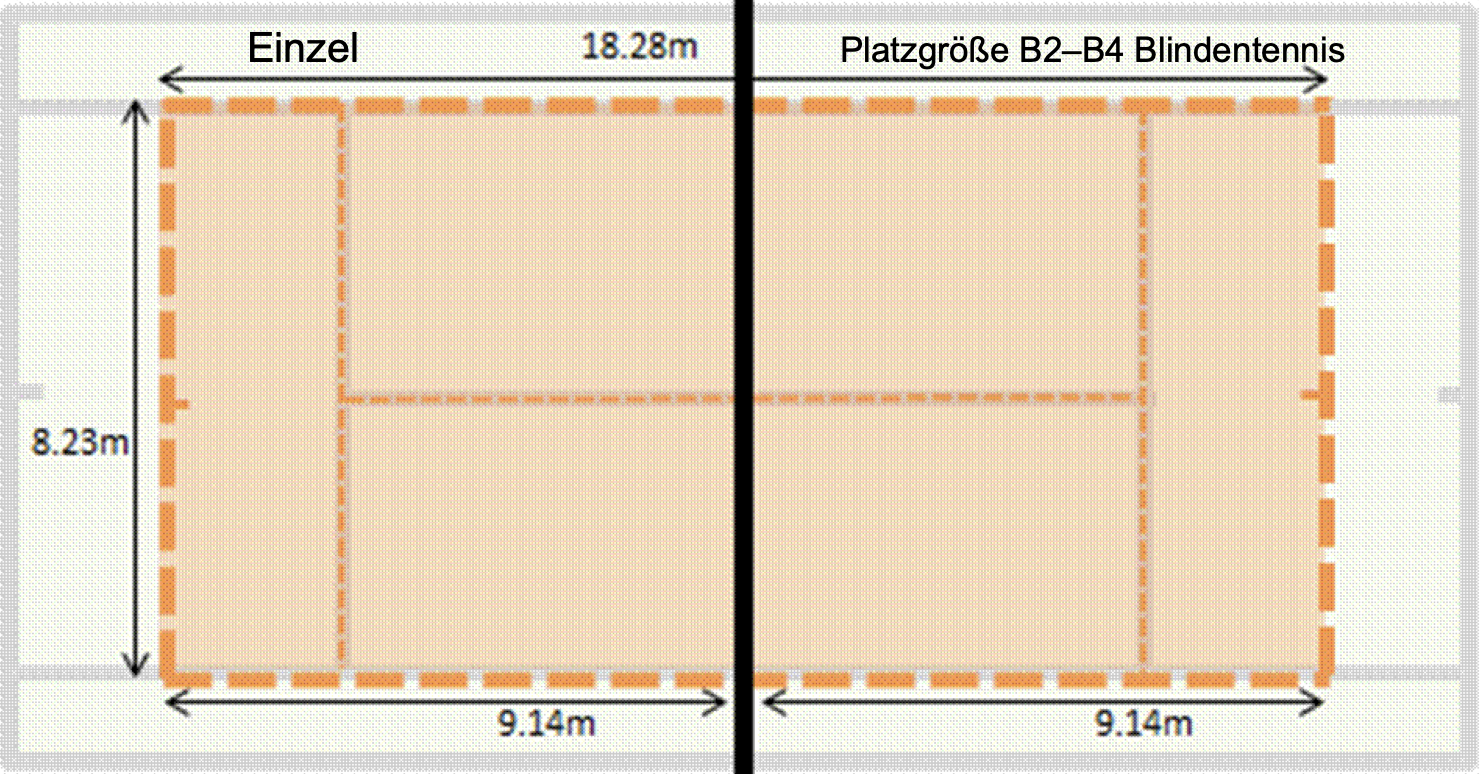
Tennisplatzgröße B2–B4 Einzel
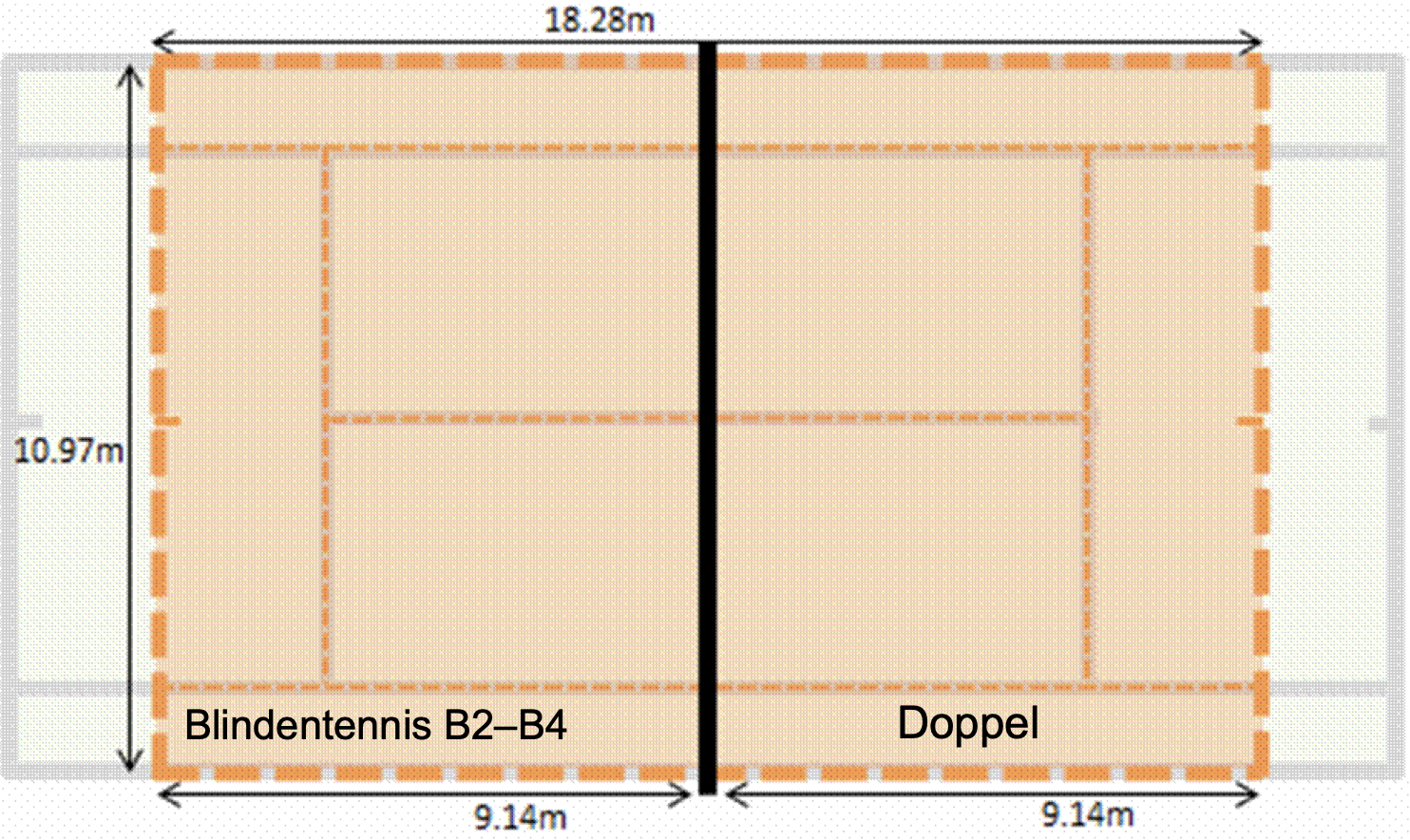
Tennisplatzgröße B2–B4 Doppel

Bei Bedarf können sowohl der Aufschläger als auch der Rückschläger einen Schiedsrichter, Balljungen oder Freiwilligen nach ihrer eigenen Position auf dem Spielfeld fragen, um sich auf dem Spielfeld zu orientieren.
Die International Blind Tennis Association (IBTA) führt Weltranglisten nach Sehstärkenklassen B1–B4, Herren, Damen, Mixed.
Urkunden bei Turnieren oder Meisterschaften sind unterlegt mit Schriftzeichen in Braille.